# بنجامين كيم
بنجامين كيم (بالإنجليزية: Benjamin Kim)‏ هو عازف بيانو أمريكي، ولد في 1983 في بورتلاند في الولايات المتحدة.